# Glastonbury Tor
Glastonbury Tor je hrib v bližini Glastonburyja v angleški grofiji Somerset s stolpom svetega Mihaela na vrhu, ki je na seznamu zgradba I. razreda.  Celotno območje upravlja National Trust in je zaščiten spomenik.
Stožčasti hrib iz gline in modrega liasa (geološka formacija v južni, vzhodni in zahodni Angliji in delu južnega Walesa) je sestavljen iz zaporedja plasti apnenca in skrilavca, nastalih v zadnjem triasu in zgodnji juri, pred med 195 in 200 milijoni let. Modri lias je znan po fosilih, predvsem amonitih, ki se dvigajo iz ravnice Somerset Levels. Nastal je, ko se je mehkejša kamnina okrog znižala, trd pokrov pa je ostal. Pobočja hriba so terasasta, vendar pa metoda, s katero so bile oblikovane, ostaja nepojasnjena. Najdeni so bili predmeti človeškega izvora od železne dobe do rimskega obdobja.
V obdobju Sasov in zgodnjega srednjega veka so bile na vrhu zgrajene številne stavbe, verjetno zgodnja cerkev in bivališče menihov puščavnikov. Odkrito je bilo sončno kolo iz 10. ali 11. stoletja. Prvotno leseno cerkev je uničil potres leta 1275, kamnita cerkev svetega Mihaela je bila zgrajena na istem kraju v 14. stoletju. Ostal je njen stolp, čeprav je bila obnovljena in večkrat delno obnovljena. Arheološka izkopavanja v 20. stoletju so skušala pojasniti ozadje spomenika in cerkve, vendar so nekateri vidiki njune zgodovine še vedno nepojasnjeni. Tor je omenjen v keltski mitologiji, zlasti v mitih, povezanih s kraljem Arturjem, in je povezan s  številnimi drugimi mitološkimi in duhovnimi idejami.

## Etimologija
Izvor imena Glastonbury je nejasen. Prvič je bilo zapisano v poznem 7. in začetku 8. stoletja kot Glestingaburg. Poznejše ime Glestinga je nejasno in lahko izhaja iz staroangleške besede ali keltskega osebnega imena. Lahko je ime osebe ali družine Glast. Druga polovica imena -burg je anglosaškega izvora in se lahko nanaša na utrjeno mesto, kot je burh, ali na samostanski prostor. 
Tor je angleška beseda, ki pomeni visoko skalo ali hrib, in izhaja iz staroangleške torr.   V keltščini je tor ynys wydryn, včasih ynys gutrin, kar pomeni "otok stekla". V tem času je bila ravnica poplavljena in je ob oseki otok postal polotok. 

## Lega in pokrajina
Tor je v sredini Summerlandskih travnikov, del ravnice Somerset Levels, na nadmorski višini 158 m. Ravnina je dvignjeno nizko barje, nad katero je Tor jasno viden daleč naokoli. Opisan je kot otok in dejansko sedi na zahodnem koncu polotoka s treh strani opranega z reko Brue.
Tor je nastal iz kamnin iz zgodnje jure iz različnih plasti liasa. Vrhnja od teh, ki sestavlja sam Tor, je zaporedje kamnin iz formacije bridportskega peska. Te kamnine so nasedle na plasti, ki sestavljajo širši hrib, na katerem stoji Tor; različne plasti formacije beaconskega apnenca in formacije dyrham.  Bridportski pesek je deloval kot krovnina in zaščita spodnje plasti pred erozijo. Z železom bogata voda iz Rdečega izvira (Chalise) pod Torom izteka kot arteški izvir skozi peščenjak z železovim oksidom, ki se je strdil in ustvaril krovnino. Z železom bogata, vendar s kisikom revna voda v vodonosniku nosi raztopljeno železo (II). Ko se vodna površina in njena vsebnost kisika dvigata, se oksidirano železo (III) izloči kot netopen "zarjavel" oksid, ki se veže na okoliško kamnino in jo utrjuje.
Nizko ležeča vlažna tla lahko povzročijo vidni učinek, znan kot fatamorgana, ko Tor raste iz megle. Ta optični pojav zračnega zrcaljenja nastane zaradi širjenja svetlobe skozi plasti ozračja, katerih gostota in s tem lomni količnik se spreminjata od plasti do plasti.  Italijansko ime izhaja iz imena Morgan le Fay, ki je alternativno znana kot Morgana, Morgain in podobno. Morgan le Fay je opisana kot čarovnica in antagonistka kralja Arturja in kraljice Guinevre v Arturjevih legendah. 

### Terase
Strani Tora imajo sedem globokih, približno simetričnih teras ali stopenj. Njihov nastanek ostaja skrivnost s številnimi možnimi razlagami.  Lahko so nastale kot posledica naravne diferenciacije plasti liasne kamnine in gline, ki so jih kmetje uporabljali v srednjem veku kot vrstne površine, da so lažje obdelovali zemljo. Nicholas Mann dvomi o tej teoriji. Če bi bilo kmetijstvo razlog za oblikovanje teras, bi bilo pričakovati, da bi se prizadevanja osredotočila na južni strani, kjer sončne razmere zagotavljajo dober donos, vendar so terase prav tako globoke na severni strani, kjer ne bi koristile. Druga možnost je ustvarjanje stopenj za pašo živine.
Druge razlage so povezane z gradnjo obrambnih okopov. Železnodobna starost gradišč, tudi bližnji grad Cadbury v Somersetu, kaže znake obsežne utrdbe na pobočjih. Običajna oblika obzidja je nasip, vendar ni dokazov o tem na Toru. Južni Cadbury je med najbolj utrjenimi mesti v zgodnji Britaniji in je imel tri koncentrične kroge nasipov in jarkov, ki obsegajo 18 hektarjev območja. Nasprotno pa ima Tor sedem obročev in zelo malo prostora na vrhu za obrambo skupnosti. Morda je bila obrambna vloga povezana z ravnim zemeljskim nasipom približno 1 kilometer vzhodno od Tora, ki se imenuje Ponter's Ball Dyke.  It consists of an embankment with a ditch on the east side. Sestoji se iz nasipa z jarkom. Namen in izvor nasipa sta nejasna. Mogoče je bil del daljše obrambne pregrade, povezane z New Ditchem, tri milje jugozahodno, ki je zgrajena na podoben način. Ralegh Radford je menil, da je del velikega keltskega svetišča, verjetno iz 3. stoletja pred našim štetjem, medtem ko ga drugi, tudi Philip Rahtz, datirajo v porimsko obdobje in ga povezujejo s srednjeveško naselitvijo Glastonbury Tora. Izkopavanja iz leta 1970 datirajo v 12. stoletje ali pozneje.  Zgodovinar Ronald Hutton omenja tudi drugo možnost, da so terase ostanki srednjeveške "spiralne pešpoti", narejene za romarje, da bi dosegli cerkev na vrhu, podobne tisti pri opatiji Whitby.
Morda pa so terase ostanki tridimenzionalnega labirinta, kar je prvi predlagal leta 1968 Geoffrey Russell.  Klasičen labirint (caerdroia) najdemo po vsem neolitskem svetu in se je lahko enostavno prenesel na Tor, tako da s hojo po terasah oseba sčasoma doseže vrh. Vrednotenje te hipotezo ni enostavno. V novejši knjigi Hutton piše, da se "labirint ne zdi kot stara sveta struktura".

## Zgodovina

### Predkrščanstvo
Nekatero odkrito neolitsko orodje, najdeno na vrhu Tora, kaže, da so kraj obiskali, morda trajno naselili že v prazgodovini. Bližnji ostanki vasi Glastonbury Lake Village so bili odkriti leta 1892 in potrdili, da je bilo železnodobno naselje tu okoli 300–200 pred našim štetjem, saj bi z lahkoto branili otok v močvirju.  Ni dokazov trajne naselitve Tora, vendar tudi rimska lončenina kaže, da so ga redno obiskovali.
Na Glastonbury Toru je med letoma 1964 in 1966 izkopavala skupina Philipa Rahtza.  Našla je dokaze o srednjeveški naselitvi med 5. do 7. stoletjem okolo poznejše srednjeveške cerkve svetega Mihaela. Najdbe: jame, ki so bile nekoč zapolnjene z lesom, dimnika s kovaškim delom, grobova, usmerjena sever–jug (torej malo verjetno da sta krščanska), ostanki sredozemskih amfor (vaze za vino ali jedilno olje) iz 6. stoletja in poškodovana votla bronasta glava, ki je morda imela zgoraj saksonski rog. 

### Krščansko naselje
V poznem saksonskem in zgodnjem srednjeveškem obdobju so bile na vrhu najmanj štiri zgradbe. Osnova za kamniti križ kaže krščansko uporabo v tem obdobju in to bi lahko bilo puščavnikovo bivališče.  Poškodovano sončno kolo iz 10. ali 11. stoletja je bilo najdeno na delu poti po hribu navzdol in bi lahko bilo vrh križa, ki je stal na vrhu. Hranijo ga muzeju Somerset v Tauntonu.
Najzgodnejša lesena cerkev, ki je bila posvečena svetemu Mihaelu, [48] naj bi bila zgrajena v 11. ali 12. stoletju, našli so luknje. Prav tako so našli tudi meniške celice. 
Cerkev svetega Mihaela je uničil potres 11. septembra 1275. Po podatkih British Geological Survey je bil potres čutiti v Londonu, Canterburyju in Walesu. Poročali so, da so bile uničene številne hiše in cerkve v Angliji. Sila je bila večja od 7 MSK z epicentrom v okolici Portsmoutha ali Chichestra v Južni Angliji. 
Druga cerkev, tudi posvečena svetemu Mihaelu, je bila zgrajena iz lokalnega peščenjaka v 14. stoletju po naročilu opata Adama iz Sodburyja, ki je vključevala temelje prejšnje stavbe. Imela je vitraj in urejen tlak. Tu naj bi bil tudi prenosni oltar iz purbeškega marmorja (je fosiliziran apnenec z otoka Purbeck, polotok v jugovzhodnem Dorsetu); verjetno je bil samostan svetega Mihaela na Toru podružnica Glastonburyjske opatije. Leta 1243 je Henrik III. odobril listino za šestdnevni sejem.
Cerkev svetega Mihaela je preživela do razpustitve samostanov leta 1539, ko je bila, razen stolpa, porušena. Tor je bil kraj obešenja in razčetverjenja Richarda Whitinga, zadnjega opata Glastonburyjske opatije, skupaj z dvema menihoma, Johnom Thornejem in Rogerjem Jamesom. Trinadstropni cerkveni stolp je ohranjen. Ima vogalne opornike in pravokoten odprt zvonik. Na reliefni tabli je podoba orla pod parapetom. 

### Po razpustitvi
Leta 1786 je Richard Colt Hoare iz Stourheada kupil Tor in leta 1804 naročil popravilo stolpa in obnovo severovzhodnega vogala. Preživel je šel več generacij do častitega Georgea Nevilla in bil vključen v graščino Butleigh do 20. stoletja. Nato je bil kupljen kot spomin na nekdanjega dekana Wellsa Thomasa Jexa-Blaka, ki je umrl leta 1915.
National Trust je prevzel nadzor nad Torom leta 1933. Popravila so se začela šele po drugi svetovni vojni. Med izkopavanji v 1960-ih so našli razpoke v skali, kar kaže, da so se tla v preteklosti premikala. To je skupaj z vetrno erozijo začelo ogrožati temelje stolpa, ki so ga popravili z betonom. Erozija veliko obiskovalcev je  tudi uničevala pot. Po letu 2000 so izboljšali dostop in popravili stolp, vključno z obnovo parapeta.
Model Glastonbury Tora (čeprav z drevesom namesto stolpa) je bil vključen v slovesnost ob odprtju poletnih olimpijskih iger leta 2012 v Londonu. Ko so športniki stopili na stadion, so bile njihove zastave vidne na terasah modela.